# Хичкоковская блондинка
«Хичкоковская блондинка» (англ. Hitchcock blonde или Hitchcockian blonde) — высокая, красивая, утончённая, «холодная» и элегантная блондинка; характерный для фильмов Альфреда Хичкока женский типаж, окончательно сформировавшийся в 1950-х годах и ставший одним из символов как творчества самого режиссёра, так и классического голливудского кинематографа.
Образ «хичкоковской блондинки», пользовавшийся искренней любовью самого режиссёра, присутствует почти в половине его фильмов. В разные годы роли героинь, соответствовавших данному образу, играли Грейс Келли, Ким Новак, Эва Мари Сейнт, Типпи Хедрен, Ингрид Бергман и другие актрисы.

## Характерные особенности
На протяжении долгих лет в Голливуде господствовала негласная традиция, в соответствии с которой героини фильмов условно делились на «светлых» и «тёмных», в зависимости от цвета их волос, — именно по этой причине подавляющее большинство американских кинозвёзд первых двух третей XX века составляли блондинки. Альфред Хичкок делил их на две категории: у одних сексуальность была «написана на лице», у других — завуалирована. Режиссёр предпочитал именно второй вариант. Классическая «хичкоковская блондинка» — это непременно женщина, сочетающая в себе, выражаясь словами Франсуа Трюффо, «внешнюю холодность» и «внутренний жар». В своих героинях Хичкок хотел видеть подавленное желание — именно поэтому, по его словам, он никогда не предлагал ролей Мэрилин Монро или Брижит Бардо, обычно выставлявшим свою сексуальность напоказ. «Секс на экране тоже должен работать на саспенс. Если он слишком явный, очевидный, саспенса не возникает. — говорил Хичкок. — Знаете, почему я предпочитаю изысканных блондинок? Потому что истинные леди, скромные жеманницы, в спальне обычно ничем не отличаются от шлюхи». Режиссёр полагал, что на роли «холодных» блондинок в наибольшей степени подходили англичанки, а также скандинавки и северные немки. Именно холодную сексуальность Сабрина Бартон метко назвала «функцией блондинки» в типичной ленте Хичкока.
Хичкоковские героини, наряду с подчёркнутой женственностью, часто демонстрируют такие качества, как находчивость, решительность и независимость, ничем не уступая персонажам мужского пола. Зачастую в конце фильма они раскрываются с неожиданно негативной стороны, оказываясь девушками лёгкого поведения, воровками, убийцами, шпионками, способными пойти даже на предательство. Другую особенность «хичкоковских блондинок» представляет собой их непредсказуемость. Лучше всего, по мнению российского искусствоведа и киноведа Олега Аронсона, режиссёр продемонстрировал это свойство в знаменитом фильме «Окно во двор», где героине Грейс Келли спонтанно, неожиданно для её возлюбленного Эла Би Джеффриса (Джеймс Стюарт), приходит в голову идея проникнуть в комнату предполагаемого убийцы. Во многих лентах Хичкока «холодным» блондинкам соответствуют навязчивые, одержимые паранойей, мужские герои. Представители обоих типажей находятся в разных плоскостях: они часто находятся вблизи друг друга, но всякий раз не могут встретиться — так режиссёр пытался подчеркнуть невозможность, по его мнению, союза между полами.
На взгляд Аронсона, «хичкоковская блондинка» — неотъемлемая часть жанра саспенс, «проводник (…) из мира человеческого в мир преступления», располагающийся на границе двух этих миров. «Она предвещает разрушительное событие, но в ней же сконцентрирована желанность этого разрушения. — пишет Аронсон. — Она вводит героя в пространство преступления, но и одалживает ему логику действий, отличную от рациональной, позволяя ему спастись, пройдя через испытание, прочтя повествования самой аффективности». Американский кинокритик Молли Хаскелл, в свою очередь, была убеждена, что в 1950-х годах тезис «блондинка — девственница, брюнетка — проститутка» устарел и потерял свою актуальность. «Значения поменялись местами, — писала Хаскелл, — так что это чувственная брюнетка — „хорошая“, а „холодная“ блондинка — „плохая“».

## История

### 1920-е — 1930-е
Как полагают некоторые исследователи творчества Хичкока, типаж «холодной» блондинки использовался им и в киноработах первой половины XX века, начиная с фильмов 1920-х годов, таких как «Жилец», «Шампанское», «Шантаж». Этот женский образ, по мнению режиссёра, удачно перекликался с тематикой преступления (в первую очередь, убийства), к которой Хичкок всегда проявлял повышенный интерес. «Блондинки — самые лучшие жертвы, — считал режиссёр. — Это как чистый снег, на котором отпечатан кровавый след ноги». Одной из ранних, а по мнению некоторых, и первой «хичкоковской блондинкой» стала Мэдлин Кэрролл, которую режиссёр пригласил в свои фильмы «Тридцать девять ступеней» (1935) и «Секретный агент» (1936). Появлениями представительниц характерного типажа отметились также «Человек, который слишком много знал» (1934) и «Диверсант» (1942). В отличие от своих преемниц, героини этих фильмов ещё не представляли собой объект вожделения со стороны мужчин, что в дальнейшем было свойственно большинству «хичкоковских блондинок».

### 1940-е
В кинолентах Хичкока 1940—1941 годов, таких как «Ребекка», «Мистер и миссис Смит» и «Подозрение», главные роли сыграли Кэрол Ломбард и Джоан Фонтейн. Несмотря на белокурость, эти актрисы не сумели воплотить образ «хичкоковской блондинки». Вновь режиссёр использовал данный образ в фильме 1945 года «Заворожённый», главная роль в котором досталась Ингрид Бергман. В отличие от остальных актрис, связанных с этим типажом, Бергман не в полной мере соответствовала образу эталонной «хичкоковской блондинки», но пользовалась большой симпатией режиссёра и, как ему казалось, отражала главные особенности этого стереотипа. В 1946 году она снова сыграла в фильме Хичкока «Дурная слава», а в 1949 году — в «Под знаком Козерога». Постепенно, однако, между режиссёром и актрисой произошёл разрыв, причиной которого стала резкая смена имиджа Бергман, переставшей соответствовать привычному образу. Это подмечал и известный англоканадский киновед и автор монографии о Хичкоке Робин Вуд, писавший о переходе любимицы режиссёра от «хорошего» и «естественного» облика к «плохому» и «неестественному». Расставшись с Хичкоком, Ингрид Бергман ушла сниматься к Роберто Росселини, за которого вскоре вышла замуж. Впрочем, по мнению ряда киноведов, женщины, сыгранные Бергман, как и Джоан Фонтейн (фильмы «Ребекка», «Подозрение»), не принадлежали к характерному хичкоковскому типажу. Помимо героинь Бергман, «хичкоковские блондинки» в исполнении других актрис появлялись в кинолентах «Дело Парадайна» (1947) и «Я исповедуюсь» (1953).

### 1950-е
Наиболее удачно, как принято считать, хичкоковский женский образ воплотила Грейс Келли. Молодая, но уже опытная актриса, известная по фильмам «Ровно в полдень» (1952) и «Могамбо» (1953), она быстро нашла общий язык с режиссёром и со временем стала, как принято считать, его любимой актрисой — Хичкок сравнивал её с действующим вулканом, засыпанным снегом, и называл «снежной королевой». Доверив Келли главную роль богатой наследницы Марго Уэндис в своём новом фильме «В случае убийства набирайте „М“», режиссёр следующим образом прокомментировал свой выбор:
Я эксплуатировал тот факт, что ей известны плотские утехи, но не открыто, а намёками… «Идеальная» женщина-загадка — это блондинка, утончённая, нордического типа… Мне никогда не нравились женщины, которые беззастенчиво демонстрируют свои прелести.
Вслед за «В случае убийства набирайте „М“» Грейс Келли снялась в фильмах Хичкока «Окно во двор» и «Поймать вора». Героини Келли были безупречны во всём, включая внешний вид и наряды: платье, в котором актриса появилась в «В случае убийства…», было сшито специально для неё известным дизайнером одежды Мосс Мабрай. Келли отличалась фотогеничностью, а сыгранные ей женщины были особенно наделены остроумием, чувственностью и элегантностью. В 1956 году, несмотря на успех и востребованность, Грейс Келли навсегда ушла из кинематографа и вышла замуж за монакского князя Ренье III, с которым познакомилась на съёмках фильма «Поймать вора». Хичкок, хорошо относившийся к актрисе и некогда создавший её звёздный имидж, был крайне огорчён её поступком.
Режиссёр с искренней любовью относился к сформированному им образу. После ухода Грейс Келли Хичкок попытался примерить образ «холодной» блондинки на Веру Майлз, замеченную им в одной из телепрограмм. В нуаровом фильме Хичкока «Не тот человек», премьера которого состоялась в 1956 году, эта актриса сыграла жену главного героя, сошедшую с ума после ареста и суда над супругом. Планируя съёмки нового фильма «Головокружение», режиссёр наметил Веру Майлз на роль Мэделин Элстер, однако актриса вышла замуж и забеременела, и Хичкоку пришлось отказаться от этой идеи. Впоследствии, в 1959 году, Майлз была приглашена на роль сестры главной героини в фильм «Психо», однако на сей раз режиссёр относился к актрисе с меньшим энтузиазмом — роль, доставшаяся ей, имела второстепенный характер.
В 1958 году Хичкок, работая над фильмом «Головокружение», пригласил на главную роль популярную актрису Ким Новак. В «Головокружении» режиссёр позволяет зрителю понять, в чём заключается выигрышность используемого им женского образа, сравнивая Мэделин Элстер и Джуди Бартон, обе из которых были сыграны Ким Новак. Влюблённый в «холодную» блондинку Мэделин, после её смерти герой Джеймса Стюарта, бывший детектив Джон «Скотти» Фергюсон, встречает внешне похожую на неё шатенку Джуди. Близко познакомившись с девушкой, Фергюсон уговаривает её изменить имидж и внешность на присущие когда-то Мэделин. В конечном счёте оказывается, что Джуди Бартон и изображала ту «Мэделин», которую когда-то полюбил бывший детектив, — гибель женщины была мнимой, а Фергюсон питал чувства к одному и тому же человеку, но в разном обличии. По мнению Сабрины Бартон, в «Головокружении» хичкоковский женский образ был максимально концептуализирован, превратясь в фетиш, что в первую очередь прослеживается в сцене трансформации темноволосой Джуди в «платиновую» блондинку Мэделин. Сравнивая двух героинь, чьи роли исполнила одна и та же актриса, Хичкок подчёркивает больший успех у мужчин и притягательность «хичкоковских блондинок» в противовес брюнеткам — на это указывала и кинокритик Молли Хаскелл. Несмотря на то, что Ким Новак хорошо справлялась со своей ролью, режиссёр относился к ней пренебрежительно и насмехался над актрисой. Этому во многом поспособствовало желание Новак поменять что-нибудь в своей героине. Впрочем, все попытки актрисы обсудить «внутреннюю мотивацию» Мэделин, по словам биографа Хичкока Патрика МакГиллигана, режиссёр встречал «с каменным лицом». «Мисс Новак явилась на съёмочную площадку с полным набором своих идей, чего я не выношу», — признавался он в разговоре с Франсуа Трюффо. Наотрез отказываясь обсуждать с Новак характер и поведение её героини, он говорил: «Дорогая, ты у нас умная девочка, сама разберёшься». «Конечно, я не была великой актрисой, — признавала, в свою очередь, Новак, — но я могла вдохнуть жизнь в мою героиню, потому что у нас было много общего. Она была так же ранима, как и я сама в то время». Во второй половине 1950-х годов «хичкоковскими блондинками» также стали Дорис Дэй, приглашённая на роль Джо МакКенна в «Человеке, который слишком много знал» (1956), и Эва Мари Сейнт, сыгравшая двойного агента Еву Кендол в ленте «К северу через северо-запад» (1959). По мнению историка кино Стивена Кохана, героиня Эва Мари Сейнт с её нарочито невыразительным лицом и провокационной речью идеально вписалась в образ «хичкоковской блондинки», излучая ту же «холодную сексуальность», которую некогда демонстрировали персонажи Грейс Келли.

### 1960-е
В знаменитом триллере Хичкока «Психо» (1960) в образе «хичкоковской блондинки» Мэрион Крейн перед зрителями предстала актриса Джанет Ли. На роль Мэрион рассматривались кандидатуры таких актрис, как Ширли Джонс, Лана Тёрнер и Марта Хайер, однако режиссёр отдал предпочтение именно Ли. Помня о разногласиях с Ким Новак, он заранее, после кинопробы, сказал Джанет: «Я решил выбрать вас, потому что вы настоящая актриса. Однако запомните: вы должны играть только то, что написано в сценарии, и не задавать лишних вопросов. Я не люблю, когда актёры начинают импровизировать». В отличие от гламурных, светских Евы Кендал («К северу через северо-запад»), Лизы Фремонт («Окно во двор»), Джо МакКенна («Человек, который слишком много знал»), Мэрион была во всех отношениях гораздо более проста. В этой ленте жизнь главной героини заканчивается трагично: менее чем на середине фильма девушка погибает от руки маньяка во время принятия душа. На момент выхода «Психо» в свет сцена убийства Мэрион вошла в историю как самый шокирующий эпизод в кино.
26-летнюю нью-йоркскую модель Типпи Хедрен Хичкок впервые увидел в рекламе диетического питания на телевидении. В ней режиссёра привлекли высокая причёска и широкий лоб, большие выразительные глаза с завитыми ресницами, длинные ноги и нос правильной формы. Вкупе с изысканными манерами, эти качества легли в основу образа «новой хичкоковской блондинки», несколько отличавшегося от первоначального типажа. Хедрен приняла участие в съёмках триллеров Хичкока «Птицы» (1963) и «Марни» (1964). Её героиням — не столько холодным, сколько хрупким — присуща сдержанность, некоторая отрешённость. В «Птицах» Хедрен примерила на себя роль Мелани Дэниэлс, молодой обеспеченной «светской львицы», — персонажа, ранее не встречавшегося в киноработах Хичкока. Примечательно, что главная роль в фильме «Марни», в итоге доставшаяся Хедрен, изначально предназначалась Грейс Келли: ещё в 1962 году Хичкок отправил в Монако сценарий фильма. Сперва княгиня дала согласие, и её супруг не возражал против съёмок, однако резкие выступления граждан Монако против возвращения жены Ренье III в кино вынудили её отказаться от предложения режиссёра. Многие актрисы, впечатлённые последними успехами Хичкока, сами высказали желание сыграть роль «хичкоковской блондинки» Марни: в их числе оказались Эва Мари Сейнт, чей агент связывался с режиссёром, и Сьюзан Хэмпшир, обратившаяся к нему с личным письмом. Хичкок оставил эти поползновения без внимания. До сих пор журналисты полагают, что режиссёр, называвший Хедрен своей примадонной, испытывал глубокую привязанность и даже влечение в отношении этой актрисы, вследствие чего пытался установить тотальный контроль над всеми аспектами её жизни.
«Марни» — фильм о девушке-клептоманке, испытывающей страх перед рядом вещей на почве детских страхов, — стал последним, в котором Альфред Хичкок задействовал созданный им стереотип. Постепенно режиссёр стал отказываться от предложения главных ролей обладательницам «хичкоковского» типажа — Типпи Хедрен стала последней актрисой, представшей перед зрителями хичкоковского фильма в образе «холодной блондинки». Уже после смерти режиссёра актриса вспоминала, что Хичкок относился к ней собственнически, пытаясь контролировать её личную жизнь в той же степени, что и поведение на съёмочной площадке. Неожиданным для публики и критиков стал выбор режиссёра на роль Сары Шерман в фильме «Разорванный занавес» актрисы Джули Эндрюс, совершенно не подходившей под типаж характерной блондинки. Героини последующих, поздних фильмов Хичкока, таких как «Исступление» (1972) и «Семейный заговор» (1976), хотя и имели светлый цвет волос, «хичкоковскому» типажу не соответствовали.

## Влияние
Образ «хичкоковской блондинки» примеряли на себя многие актрисы. Шэрон Стоун вспоминала, что, согласившись на главную роль в скандальном фильме «Основной инстинкт», она внимательно прочитала сценарий и сразу приобрела костюм в стиле Грейс Келли, «потому что поняла, что тут нужна хичкоковская блондинка», а затем попросила парикмахера сделать ей причёску как у героини «Окна во двор».
Современный британский драматург Терри Джонсон написал пьесу «Хичкоковская блондинка», посвящённую расхожему мифу о навязчивом влечении Хичкока к белокурым актрисам. Спектакли по пьесе с успехом проходят, в частности, в миннеаполисском театре «Jungle Theater».
В 2016 году британская группа Devilment выпустила альбом «Devilment II: The Mephisto Waltzes», в трек-лист которого вошла, среди прочих, песня «Hitchcock Blonde». На песню был снят клип, выдержанный в стиле классических фильмов Хичкока.

## Актрисы, воплотившие образ
- Мэдлин Кэрролл
- Энн Бакстер
- Грейс Келли
- Вера Майлз

- Дорис Дэй
- Ким Новак
- Типпи Хедрен